# Carl-Erik Vaenerberg
Carl-Erik Knutsson Vaenerberg, född 20 juli 1936 i Grankulla, är en finländsk läkare; specialist i kirurgi och allmänmedicin.
Vaenerberg blev medicine licentiat 1963. Han verkade 1972–1999 som överläkare vid Östra Nylands hälsocentral i Lovisa. För sina insatser för palliativ vård och vård i livets slutskede belönades han 1993 med Konrad ReijoWaara-priset av läkarsällskapet Duodecim. 1999 fick han priset Årets kommunalläkare. Han erhöll medicinalråds titel 1996.